# Przejmujący z oddali
"Przejmujący z oddali" to książka autorstwa Deborah Curtis. Opisuje historię życia jej męża, Iana Curtisa, wokalisty i autora tekstów brytyjskiej post punkowej grupy "Joy Division". 
Książka opisuje całą biografię Iana Curtisa, od lat młodzieńczych w robotniczym miasteczku, eksperymentów z prochami, fascynacji muzyką rockową, przez ich małżeństwo, pracę Iana jako referenta ds. zatrudnienia osób niepełnosprawnych, formowania pierwszego zespołu, wczesnych ataków padaczki, aż do jego związku z Annik Honore, rosnącej sławy, coraz intensywniejszych ataków epilepsji, pogłębiających się stanów depresyjnych i w końcu samobójczej śmierci na dzień przed wylotem do Stanów Zjednoczonych na trasę koncertową.
Na podstawie książki, w 2007 roku powstał film fabularny pt. "Control" w reżyserii Antona Corbijna, fotografa gwiazd, twórcy teledysków "Nirvany", "Depeche Mode" i "U2". Zarówno książka jak i film odniosły sukces, przypominając młodemu pokoleniu o postaci jednego z najważniejszych i najbardziej niesamowitych muzyków rockowych XX wieku.